# Церковь в селе Киш
Церковь в селе Киш (азерб. Kiş kilsəsi) — христианская церковь XII века в селении Киш в 5 км к северу от города Шеки на территории современного Азербайджана.

## История
Согласно средневековому историку Мовсесу Каганкатваци, в I веке н. э. святой Елисей, ученик апостола Фаддея, прибыл в местечко по имени Гис, где он построил церковь и проповедовал христианство. Церковь, в скором времени, стала «духовным центром и местом просвещения людей Востока». Рядом с местом Гис святой Елисей был убит неизвестными около языческого алтаря.
По словам Мовсеса Каганкатваци, после прибытия Месропа Маштоца (361/362 — 440) в Гис, «оставшийся при пребывании Креста сонм, после немногих дней получил мученический венец. На месте их представления явились светлые знамения и дивные чудеса. Это часто видели неверные, и узнав в этом знамение великого Бога, совокупно уверовали и приняли св. крещение. Некто из новообращенных, который часто видел это знамение над подземным жилищем Креста, построил четырехугольную часовню и, сделав из досок раку, положил туда мощи их ; дав обет - ежегодно совершал память их. В этом месте многие получали исцеление, от сего еще более утвердились и покорились вере уверовавшие. Положив основание, построили церковь Божию над жилищем Креста, называя её древнею церковью местечка Гис. После долгого времени некто из знатных князей, по имени Вараз Перож, из племени Араншахик, желая возобновить старую церковь, не мог разрушить кирпичный свод купола, ибо там обитал Крест Господень и мощи мучеников» Затем, повествует «История страны Алуанк», в конце VII в. албанский католикос Тер-Елиазар «из епископов Шака − он обрел св. крест, скрытый св. Месропом в селе Гис… и определил, что день Креста праздновался в селе Гис».
В античное время область Шеки входила в состав Албании. Во время католикоса Тер-Абаса (551—595) Албания была разделена не менее чем на 7 епископств, одно из них был епископство Шеки. По «Картлис цховреба», в 1117 году царь Грузии Давид Строитель «подчинил Григолисдзе Асата и Шота, и взял крепость Гиш (Киш)».
Грузинской источник  1310 года, упоминает некую «церковь Святой Богородцы в Киш-Нухе». Согласно «Картлис цховреба», религиозным центром этого края было Гишское епископство, которое в церковной иерархии Грузии занимало 35-е место и глава которого, епископ Гиша, был пастырем Элисени и Шакихи.
Ко времени прихода русских на Кавказ Киш был одним из сёл, население которых продолжало осознавать себя удинами. Согласно Роберту Хьюсену, судя по всему, удинский язык преобладал в регионе вплоть до XIX века. Согласно азербайджанскому этнографу Рашид-беку Эфендиеву, в XIX веке в Кише и вокруг села не жили христиане. Тугские армяне, переселившись в г. Нуха, стали владельцами церкви, оштукатурили стену и покрыли крышу металлическими листами. Хотя многие армяне поселились здесь в Средние века, бежав от тюркско-монгольских вторжений, ещё больше армян переселилось в регион после прихода русских в начале XIX века.

## Архитектура
Расположена церковь на горке, возвышающейся над рекой Киш. В плане церковь имеет удлинённую форму, которая заканчивается абсидой круглого очертания. Внутри удлинённого помещения, перед абсидой, выделяется подкупольный квадрат, оформленный двумя арочными уступами перед северной и южной стенами. Глубина северного и южного уступа равна 30 см, что по существу лишает их практического значения. Барабан купола является круглым как внутри, так и снаружи. Он оформлен шестью узкими окнами. Сложена церковь из тесаных каменных квадратов — ширеме.

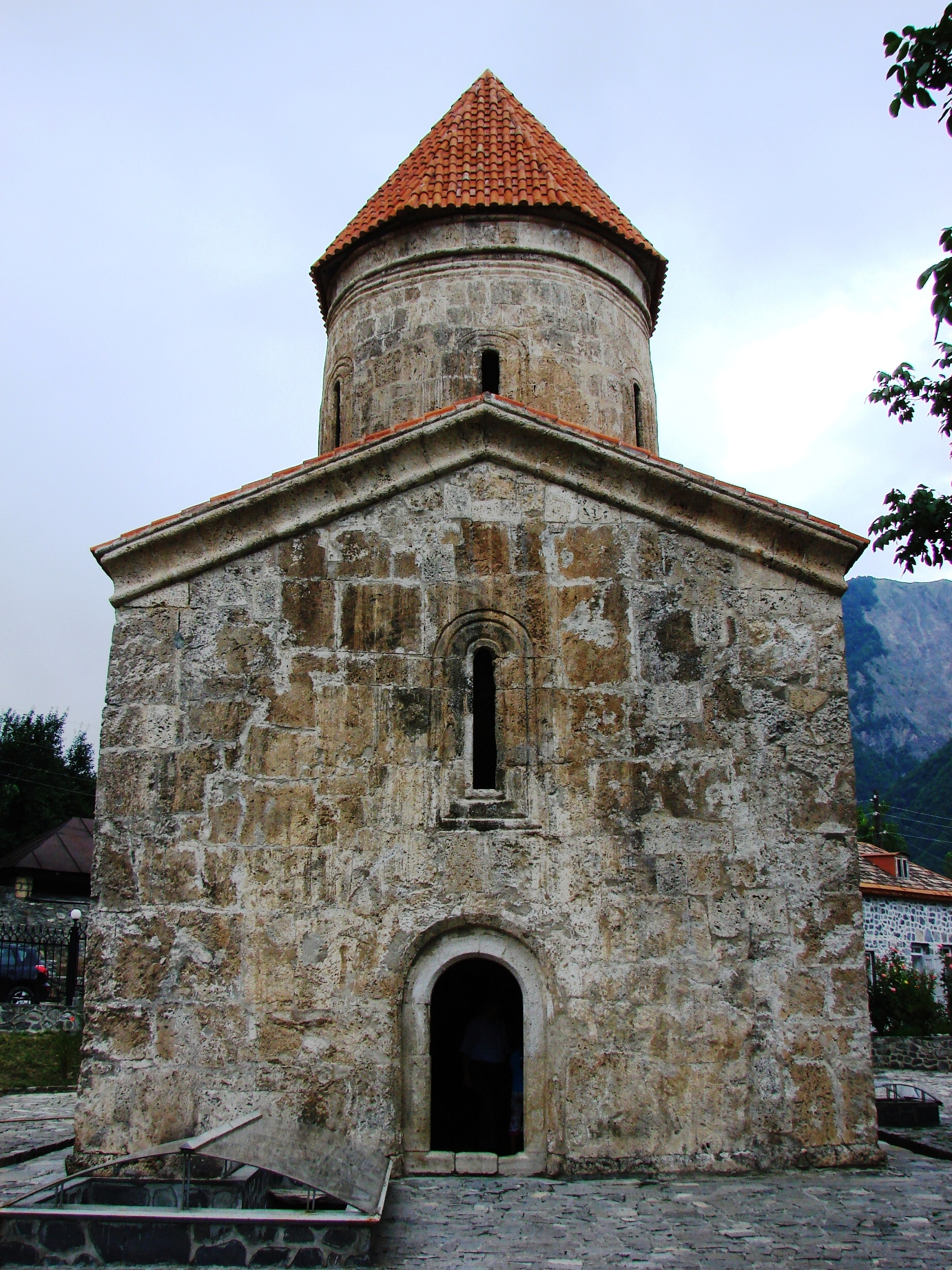
Западная сторона. Вход в церковь
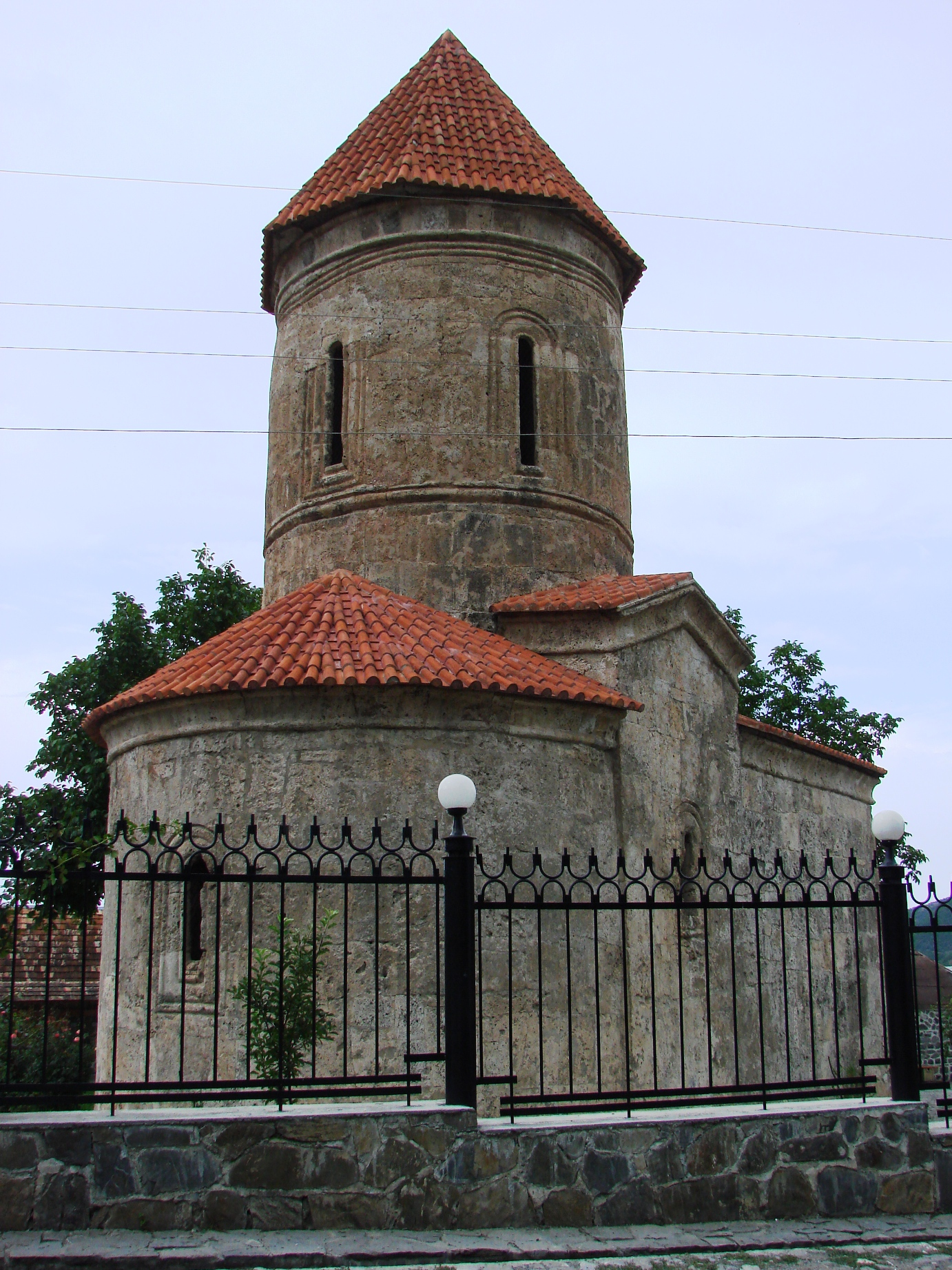
Северо-восточная сторона
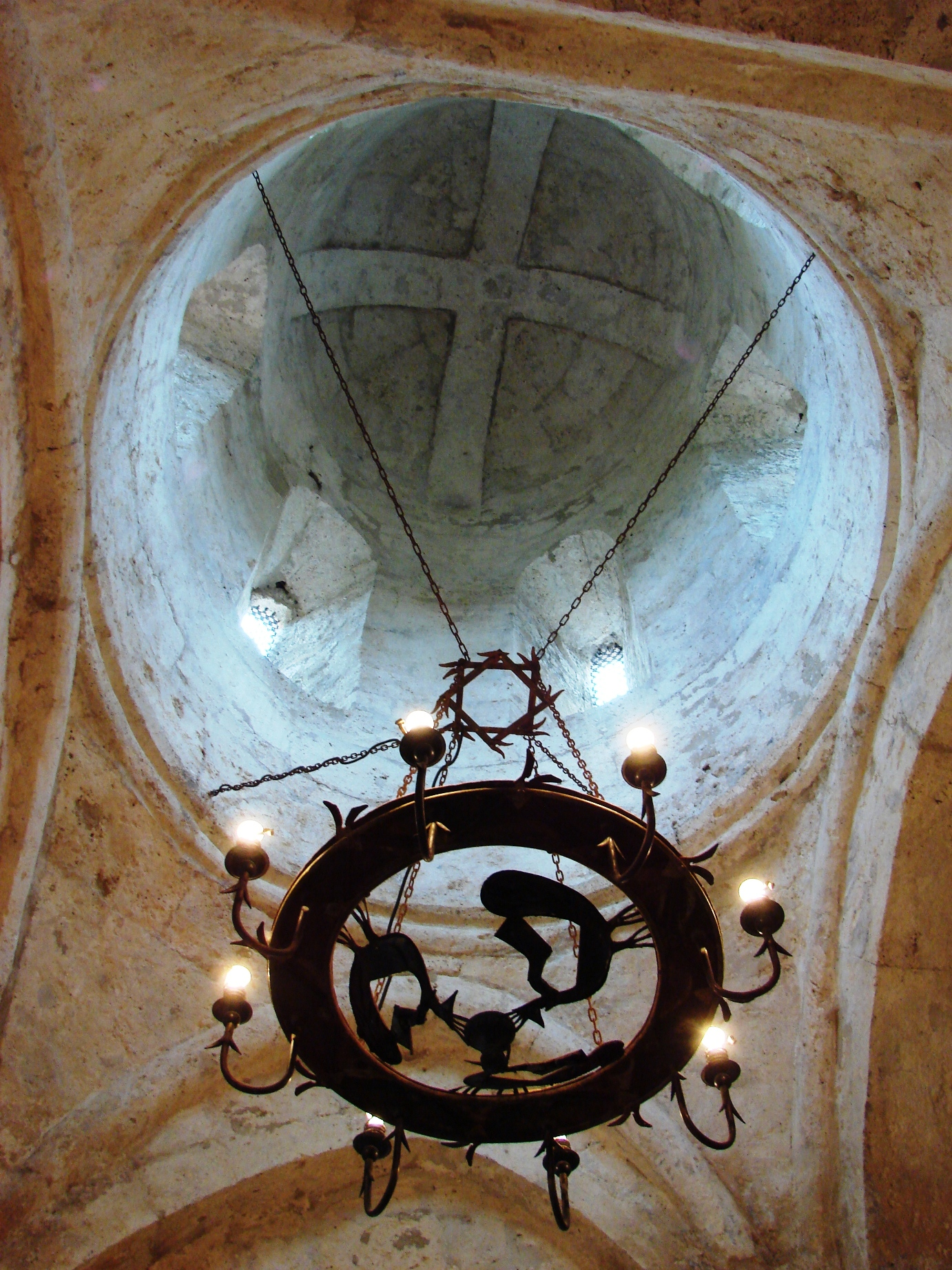
Барабан купола церкви

## Исследования

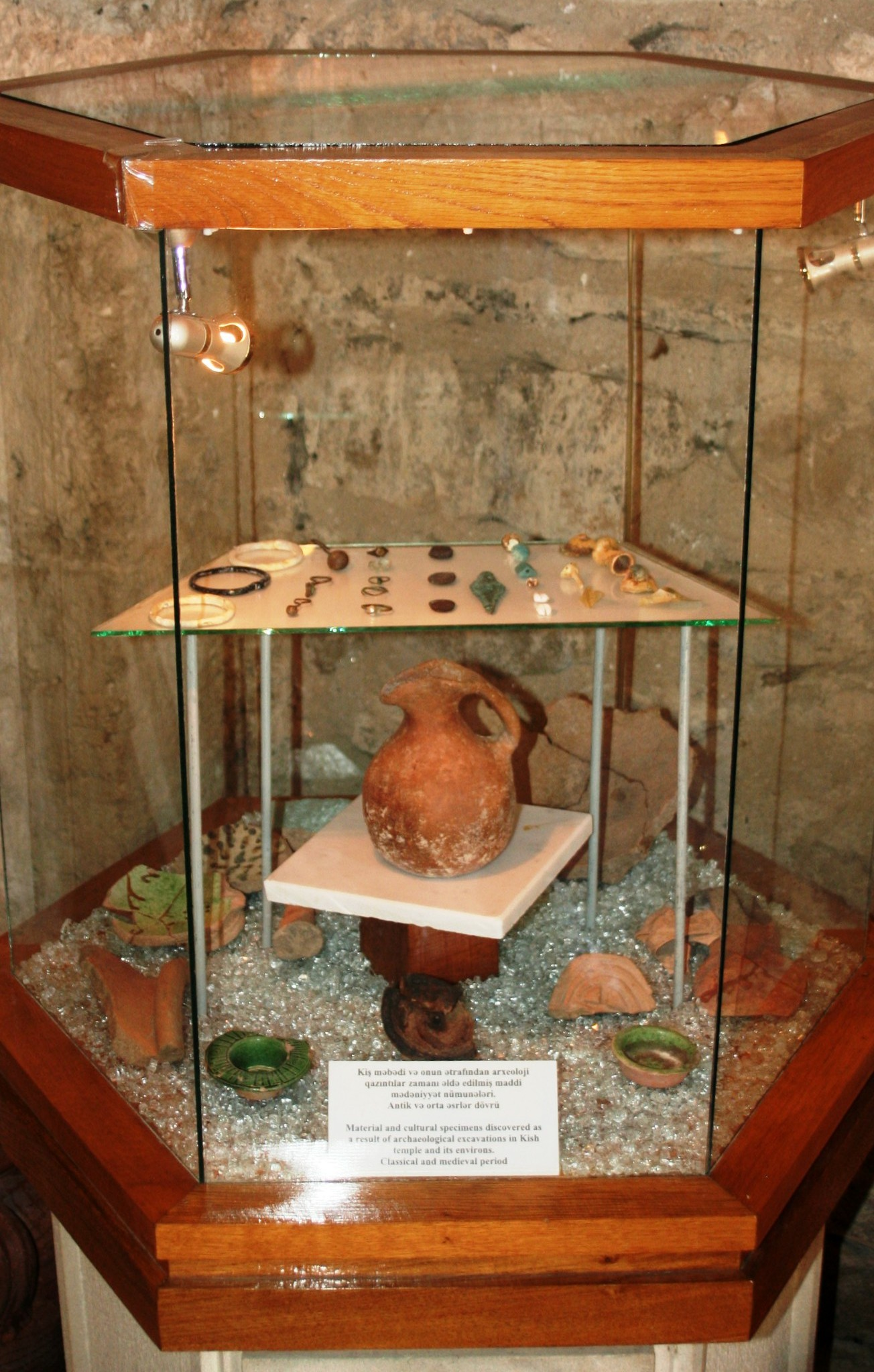
Посуда и украшения, найденные на территории церкви и вокруг неё. Античность и средние века. Выставлены внутри церкви

Памятник Туру Хейердалу напротив церкви

В 2000—2003 годах МИД Норвегии финансировало совместный проект Азербайджанского университета строительства и архитектуры и Норвежского гуманитарного предприятия по археологическому исследованию и реставрации церкви в Кише. Руководителем раскопок был доктор Вилаят Керимов из Бакинского университета, а археологическим советником Дж. Бьернар Стурфиел, директор исследовательского центра Тура Хейердала в Айлсбери, Англия.
В сентябре 2000 года археологические раскопки на территории церкви посетил Тур Хейердал. Хейердал назначил Бьернара Стурфиела главным археологом скандинавской команды, в состав которой входили двое других норвежских археологов и двое шведских археологов.
Радиоуглеродный анализ различных предметов, найденных на участке проведения работ, показал, что культовый участок, обнаруженный под алтарём церкви, относится приблизительно к 3000 году до н. э., в то время как существующее здание церкви было возведено около XII века (в 990—1160 годах н. э.).
Анализ захоронений на территории церкви, относящихся к постройке здания, показал, что они датируются 980—1060 гг. Расположение могил (головой на запад и ногами на восток) позволило учёным предположить о христианском характере погребения. А расположение могилы по отношению к фундаменту (самая нижняя могила заставила строителей соорудить небольшую нишу у основания фундамента стены для апсиды) позволило учёным предположить, что могила уже существовала на момент постройки церкви.
Существующее здание церкви не может быть датировано временами Святого Елисея, но археологические находки показывают, что церковь расположена на территории, использовавшейся для отправления культовых обрядов с древних времен. Маловероятно, что Святой Елисей построил церковь в современном понимании этого слова. Если такой исторический деятель действительно существовал, то он скорее всего воздвиг только алтарь или же использовал существовавшее языческое сооружение.
Бьернар Стурфиел заявил журналу Azerbaijan International, что есть чёткие доказательства того, что эта церковь была построена как диофизитская. Раскопки показали, что в церкви сохранились следы двух периодов использования, с двумя разными соответственными уровнями пола. Согласно Стурфиелу, архитектура апсиды первоначального здания церкви указывает на диофизитскую христологию, а так как Грузинская Православная церковь была единственной диофизитской церковью на Кавказе в позднесредневековый период, то разумно будет предположить, что церковь была изначально построена как грузинская, а позже занята монофизитами. Бьернар Стурфиел отмечает, что мнение Фариды Мамедовой о том, что церковь в селе Киш основана в конце I века н. э., не достойно научного внимания, не подтверждается археологией, а самые ранние церковные здания в мире относится лишь III веку.

Археологические находки с территории церкви. Выставлены внутри церкви
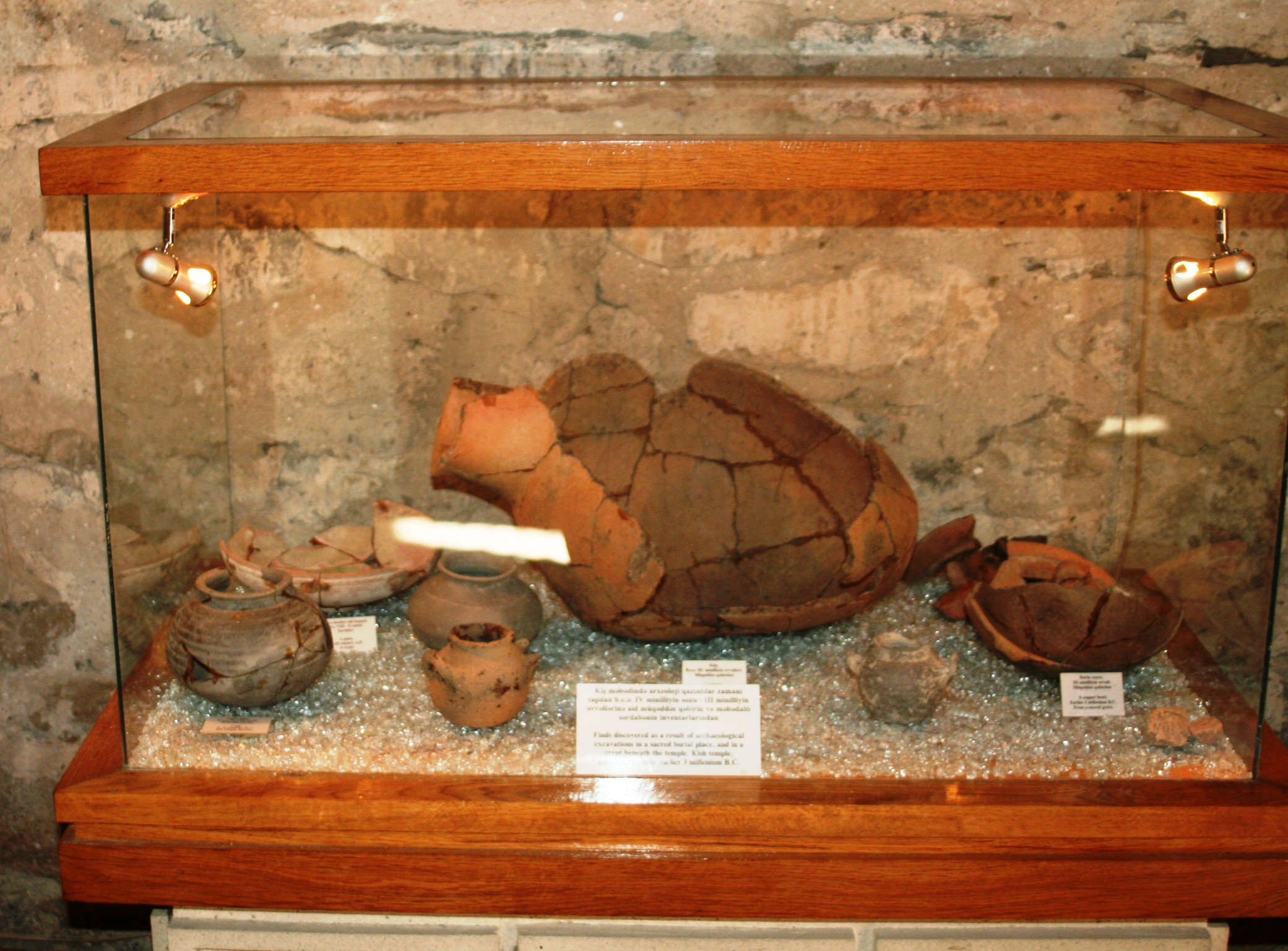
Посуда, датируемая концом IV — началом III тыс. до. н. э., обнаруженная в могиле под алтарём церкви
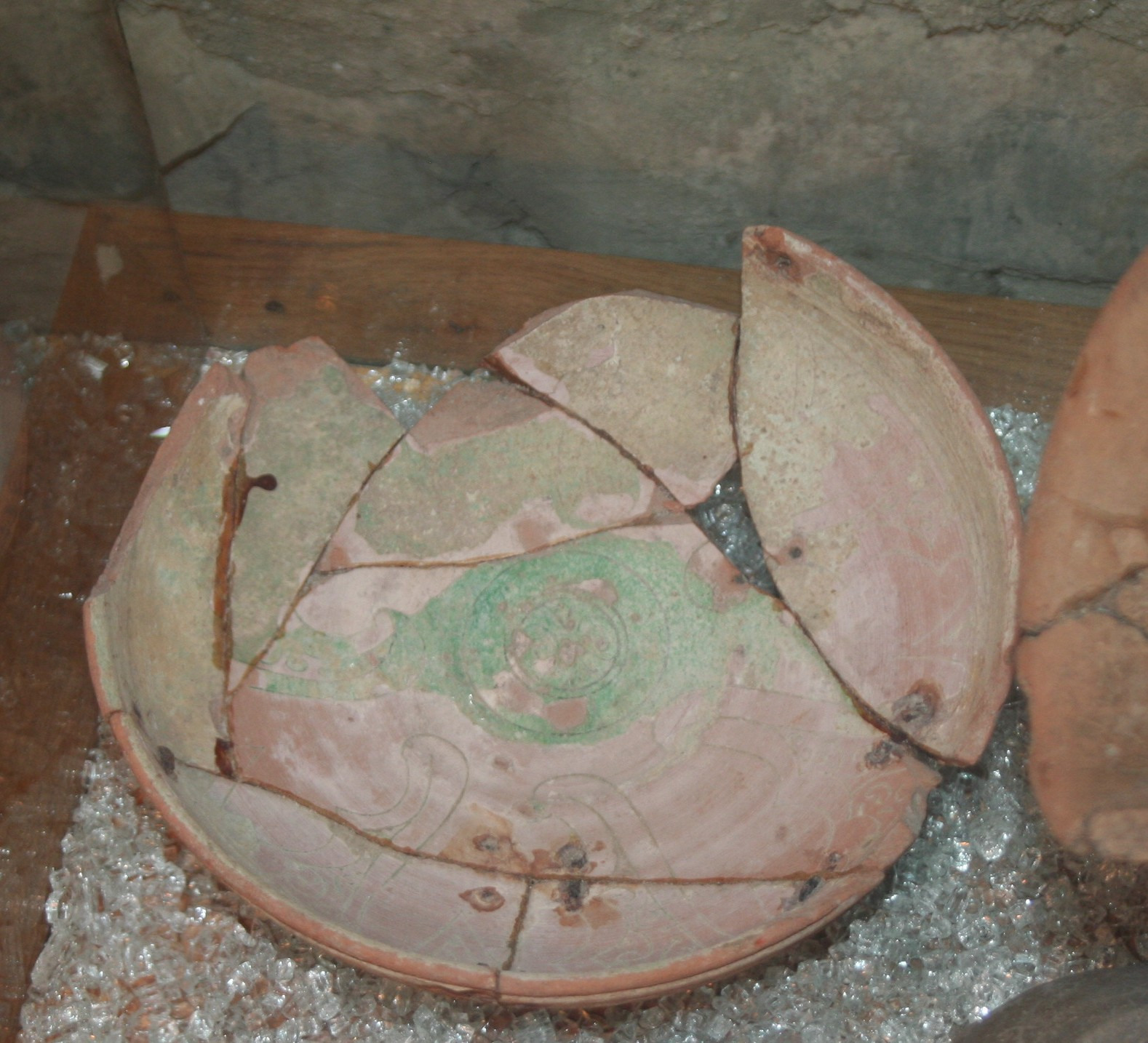
Посуда из гробницы X-XI вв.
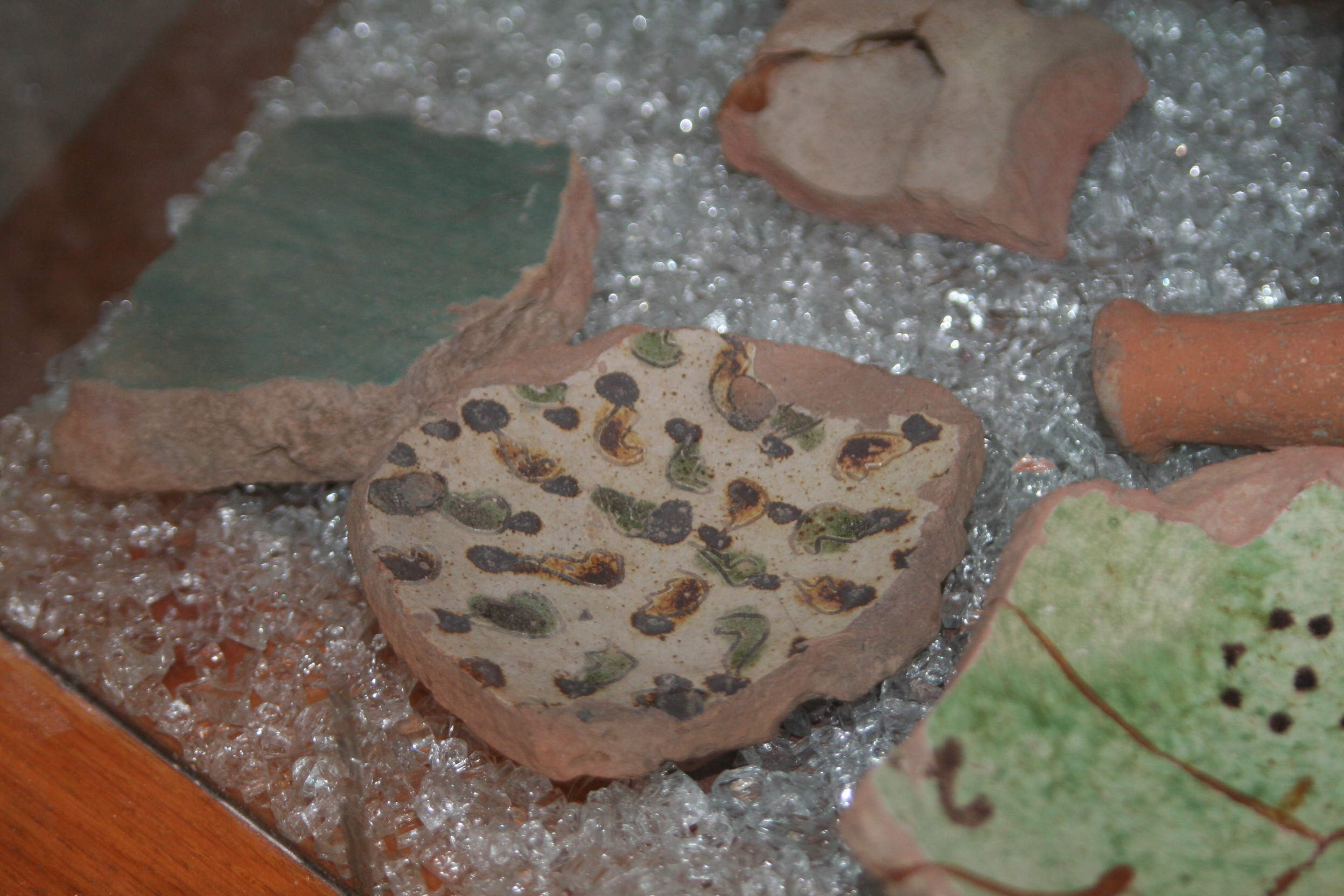
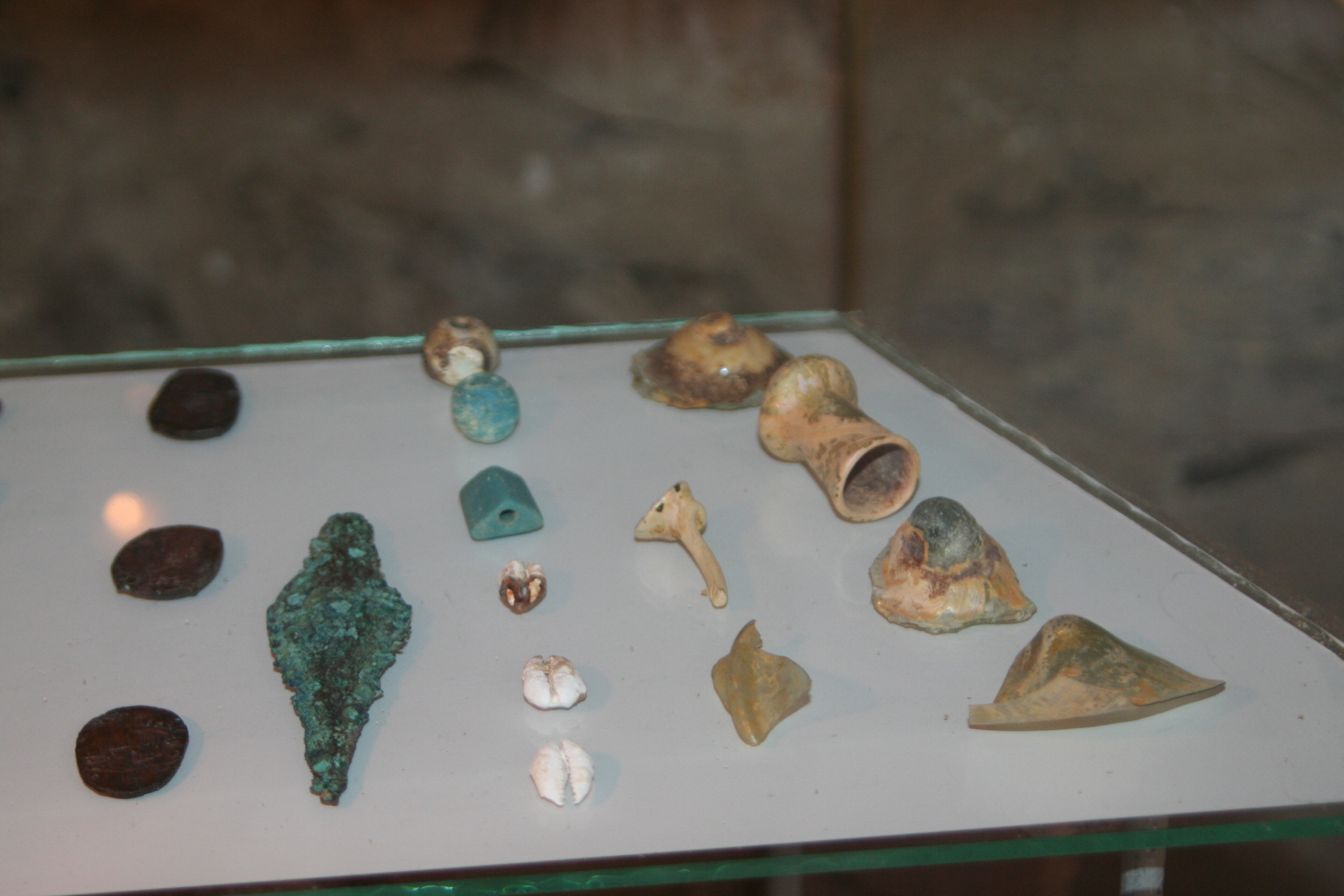

Захоронения X-XI вв. на территории церкви
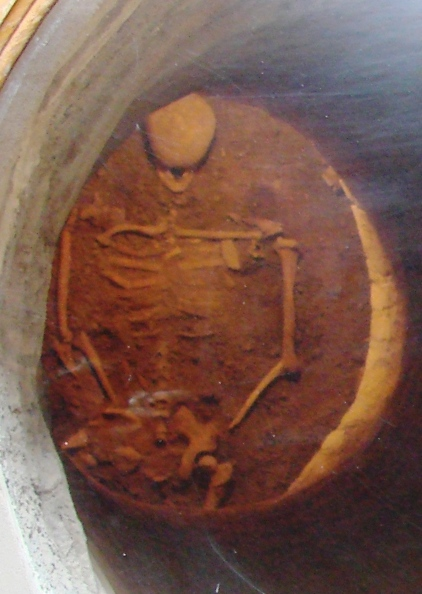
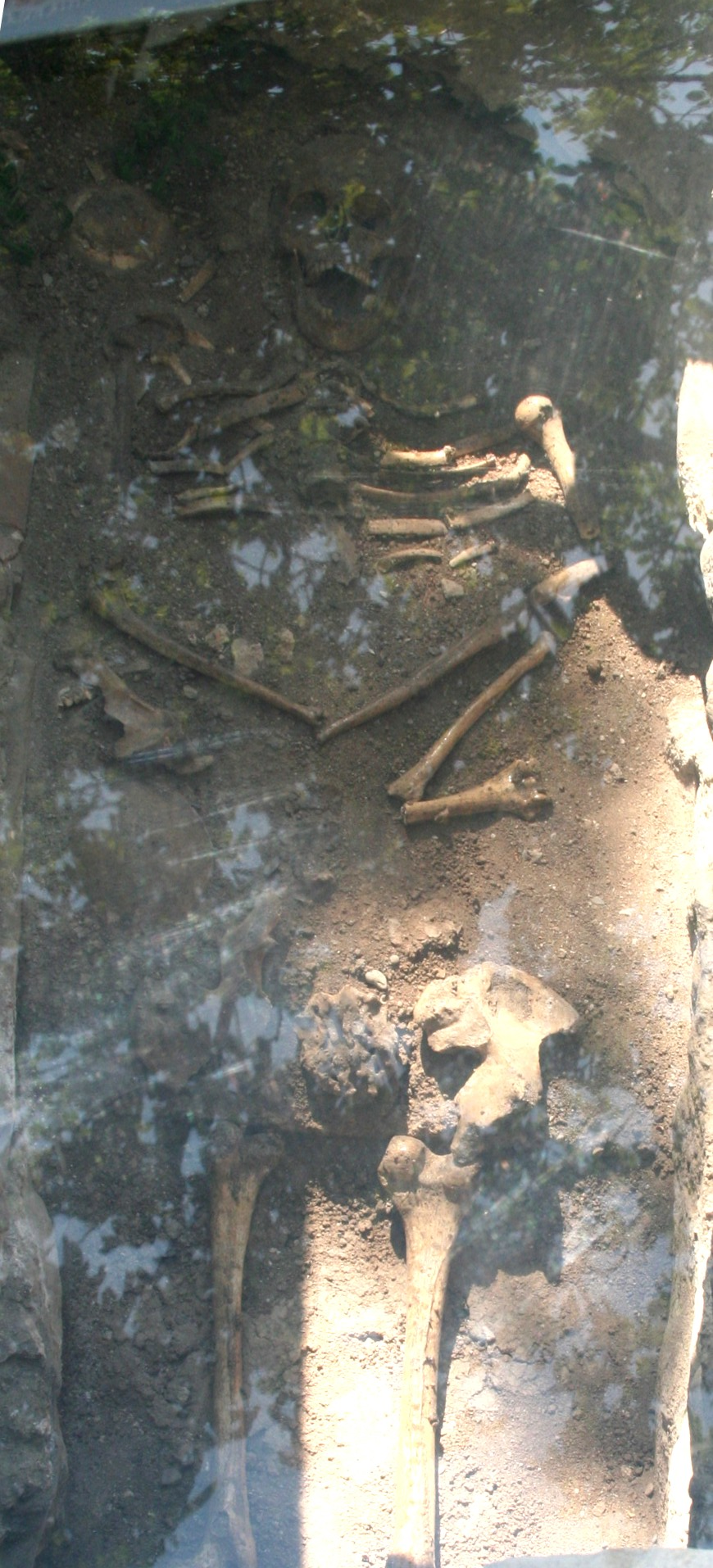
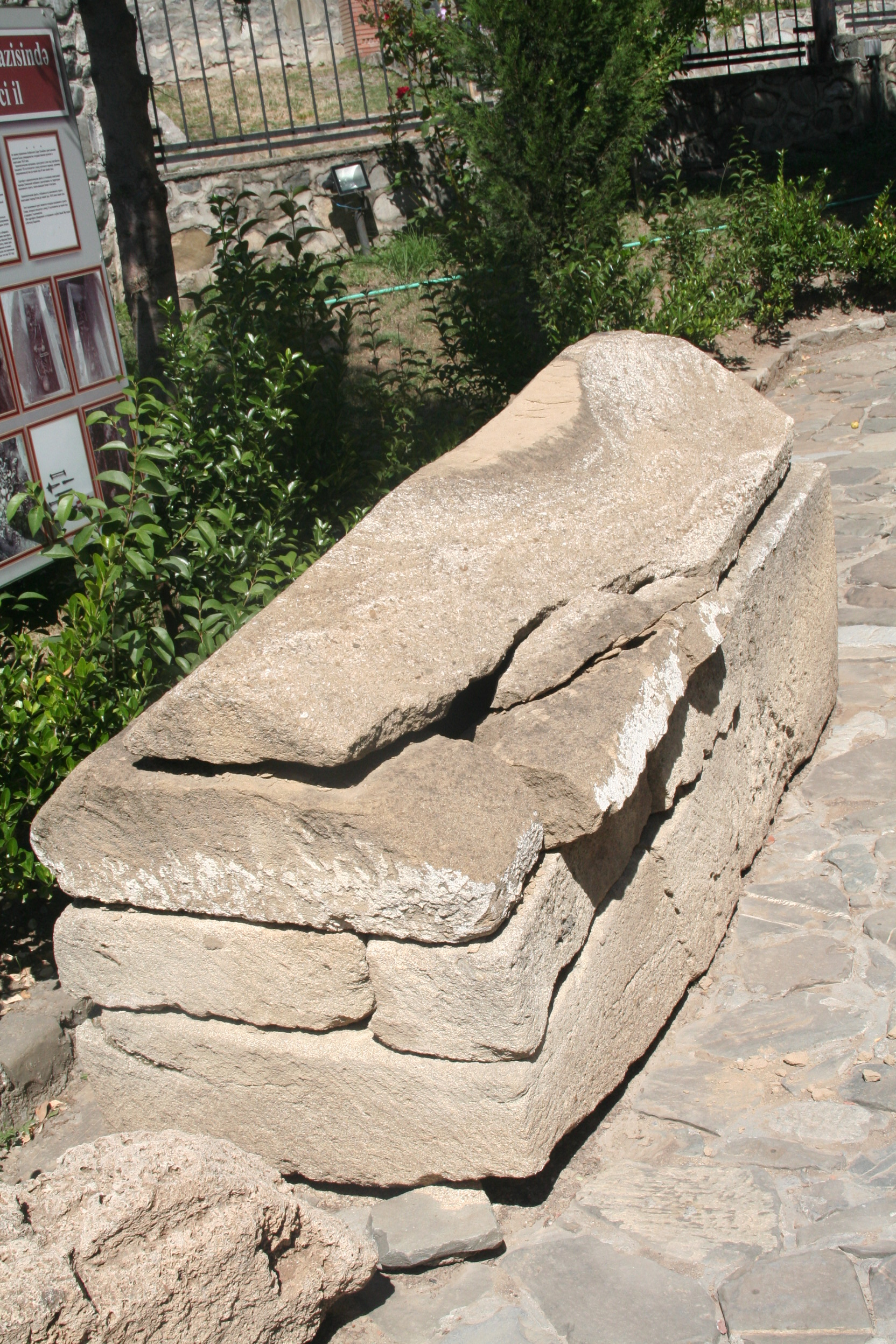